# 柏林地鐵6號線
柏林地鐵6号線（德語：U-Bahnlinie 6）是德國柏林地鐵的一條路線，全長19.9公里，共有26個車站，是柏林的南北交通主幹線之一。在冷戰期間，柏林地鐵6号線位於東柏林的車站除柏林腓特烈大街車站外俱為東德當局封鎖，故稱幽靈車站。